# 783 pr. n. št.

## Smrti
- Adad-nirari III., kralj Asirije (* ni znano)